# Serguéi Aleshkov
Serguéi «Seriozha» Andreevich Aleshkov (en ruso: Сергей Андреевич Алёшков; Grin, 15 de febrero de 1936 – Cheliábinsk, 1 de febrero de 1990) fue un soldado soviético que participó activamente en la Segunda Guerra Mundial y se hizo mundialmente famoso por ser el soldado más joven en combatir en dicho conflicto, con tan solo 6 años.

## Biografía

### Infancia
Serguéi Aleshkov nació el 15 de febrero de 1936 en la pequeña localidad rural de Grin, en el óblast Occidental (en lo que ahora es el óblast de Kaluga) en la Unión Soviética, su padre el día de su nacimiento ya había muerto, por lo que fue criado solo por su madre. Además de su madre, Serguéi tenía otros tres hermanos: Iván, Andréi y Petya, siendo Serguéi el menor de los hermanos.

### Segunda Guerra Mundial
Durante el otoño de 1941, durante la invasión alemana de la Unión Soviética, casi todos los hombres capaces fueron reclutados en el Ejército Rojo. Los dos hermanos mayores de Serguéi también fueron reclutados para la guerra. Después de la conquista de la región por parte de la Alemania nazi, el pueblo se convirtió en una importante base para un destacamento partisano y muchos de sus habitantes del pequeño pueblo apoyaron como podían a los partisanos, entregándoles comida o dándoles información. Incluyendo a la madre de Serezha y al hermano mayor de diez años.
En agosto de 1942, los soldados alemanes atacaron el pueblo y lo incendiaron. No quedó nada en pie. También atacaron a las familias que habían ayudado a los soldados y partisanos soviéticos. Los soldados alemanes colgaron al hermano de diez años de Serguéi. Su madre murió tratando de salvar a su hijo. Un vecino salvó al joven Serguéi al sacarlo por una ventana mientras le gritaba: «¡Corre! ¡Corre tan lejos como tu fuerza te lo permita!». Este se quedó solo en los bosques de la región vagando sin rumbo durante meses alimentándose de lo que podía, hasta que fue encontrando, demacrado y hambriento, por exploradores del 142.º Regimiento de Fusileros de la Guardia (47.ª División de Fusileros de la Guardia).
El mayor Mijáil Vorobiev, al ver el estado del niño, se estremeció. Recordando este primer encuentro, dijo: «Todos estaban estremecidos al ver su estado. Quería correr allí, a la línea de trincheras, y agarrar por la garganta al primer nazi que encontrara».
Después de ser localizado por los soldados soviéticos, fue trasladado al frente junto con las tropas soviéticas, fue tratado en un hospital de campaña y pronto se ganó la simpatía de los combatientes soviéticos. El niño dijo que se llamaba Aleshkin, aunque más tarde se supo que su verdadero nombre era Aleshkov. El 8 de septiembre de 1942, fue adoptado oficialmente por el comandante del regimiento, Mijaíl Vorobiov, en ese momento aún sin hijos y soltero. Tras su adopción, Serguéi se convertiría en el «hijo» más joven del regimiento.
El hijo de un regimiento es un niño que se encuentra bajo el cuidado y adopción de una unidad militar. Se consideraba una práctica común llevada a cabo por muchas unidades del Ejército Rojo durante la Gran Guerra Patria. Normalmente, los hijos del regimiento eran niños soviéticos que habían quedado huérfanos como consecuencia de los combates o porque sus padres habían sido asesinados por las tropas de ocupación alemanas.

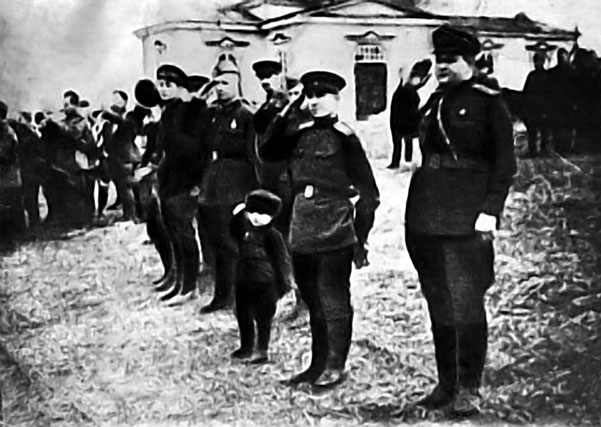
Serguéi Aleshkov durante la ceremonia de entrega de la Medalla por el Servicio de Combate

Los hijos de un regimiento eran mantenidos por la Unión Soviética y, por lo tanto, recibían alimentos, vivienda, educación y deberes financiados con fondos federales. Los hijos de un regimiento eran considerados hijos de la patria, siendo así bien tratados y comprometiéndose a cambio a estudiar y realizar pequeños servicios como repartir periódicos y cartas en los campamentos. Particularmente, a Serguéi le gustaba ser útil y volvía constantemente al cuartel general para pedir más instrucciones y que le asignaran nuevas tareas.
Su participación en el conflicto directo comenzó durante una patrulla rutinaria, cuando vio a observadores de artillería alemanes escondidos en un pajar, que no habían sido vistos previamente por otros soldados del Ejército Rojo. Después de informar de lo sucedido a su comandante y padre, los soldados alemanes fueron encontrados y neutralizados antes de que pudieran causar bajas. Así comenzó la participación directa de Serguéi en la guerra.

#### Batalla de Stalingrado
En noviembre de 1942, el regimiento en el que combatía Serguéi se desplegó en el frente directo de Stalingrado. Con apenas 6 años, el joven soldado estaría en primera línea en un conflicto bélico. Durante la batalla, el refugio donde estaban Serguéi y su padre adoptivo Mijaíl fue alcanzado por un ataque de artillería en el que quedó completamente destruido. Al darse cuenta de que su padre todavía estaba bajo los escombros del refugio, Serguéi se negó a huir del lugar con otras tropas sobrevivientes y trató de sacar a su padre de entre los escombros, pero, cuando fracasó, debido a su corta edad, corrió a buscar a unos zapadores. Mijaíl Vorobiov y otros oficiales que también estaban en el refugio se salvaron, aunque conmocionados y heridos por el bombardeo.
Por su valentía y determinación para salvar la vida de su padre incluso bajo el fuego enemigo y al poco tiempo de ser herido logró informar del paradero de su padre y otros oficiales, Serguéi fue condecorado con la Medalla por el Servicio de Combate. Convirtiéndose así en el soldado más joven en recibir este tipo de reconocimiento. «Con su alegría y amor por su unidad y los que le rodeaban, levantó la moral y la confianza en la victoria en momentos extremadamente difíciles. El camarada Aleshkin es el favorito del regimiento», decía la orden que otorgaba la condecoración al joven soldado, que en ese momento acababa de cumplir siete años.

#### Final de la guerra
Durante su vida militar, Serguéi sufrió varias lesiones que casi lo llevan a la muerte; estuvo a punto de ahogarse mientras cruzaba el río Séverski Donets, y en otra ocasión el vehículo en el que viajaba pisó una mina. El niño sobrevivió de milagro. Una vez, en broma, los soldados le dieron a Seriozha un uniforme de subteniente y casi le cuesta la vida al muchacho. Las brillantes correas de los hombros atrajeron la atención de los pilotos alemanes, quienes dispararon al «oficial» con una ráfaga de ametralladora. Una bala alcanzó a Aleshkov en el talón aunque sobrevivió.
Finalmente, en 1944, en Polonia, el coronel general Vasili Chuikov, comandante del 62.º Ejército, ordenó que el joven soldado fuera enviado a la Escuela Militar Suvorov en Tula, donde resultó ser el estudiante más joven. Aunque Serguéi disfrutaba de los deportes, los problemas de salud, las lesiones y el tabaquismo terminaron por deteriorar su salud, estudió en la escuela militar con dificultad y finalmente fue expulsado de la escuela militar por motivos de salud.

### Posguerra
Serguéi Aleshkov estudió derecho en Járkov y se fue a vivir y trabajar a Cheliábinsk, donde en ese momento vivía su familia adoptiva. Trabajó como investigador en la oficina del fiscal, luego como fiscal y en los últimos años como asesor legal en la fábrica de plexiglás de Cheliábinsk. Estuvo casado y divorciado dos veces.
Serguéi Andreevich Alyoshkov murió el 1 de febrero de 1990 a los 53 años de un infarto en una parada de autobús camino al trabajo en la ciudad rusa de Cheliábinsk.
En 2019, la productora rusa Mosfilm rodó la película «soldatik» dirigida y escrita por Viktoria Fanasiutina y protagonizada por Andréi Andréiev como el joven soldado Serguéi Aleshkov, Viktor Dobronravov como el comandante Nikolái Sergeevich Kutzenov y Daria Ursuliak como la enfermera Katia. La película está basada en la historia de Serguéi Aleshkov.

## Condecoraciones
A lo largo de su carrera militar recibió las siguientes medallas
|  | Orden de la Guerra Patria de 1.er grado (1985)                                   |
|  | Medalla por el Servicio de Combate (1943)                                        |
|  | Medalla por la Victoria sobre Alemania en la Gran Guerra Patria 1941-1945 (1945) |